# August Burns Red
August Burns Red — американская металкор-группа из Ланкастера (штат Пенсильвания).

## История
Группа была образована в марте 2003 года в городе Ланкастер (штат Пенсильвания) школьными друзьями. Изначально парни играли концерты на церковных площадках своего города, постепенно набирая популярность среди ценителей хардкора. Название группе было предложено первым вокалистом Джоном Херши, бывшая знакомая которого по имени Августа сожгла его собаку по кличке Рэдд (Redd). В газетах этот садистский случай был озаглавлен «August Burns Redd» (Августа сожгла Редда). Хотя по сегодняшний день среди фэнов идут споры — вымысел эта история или нет. Позже вторая буква «d» из последнего слова была удалена и сегодня название группы можно перевести как «Август Горит Красным», хотя никакой смысловой нагрузки название не несет.
Изначально музыкальные вкусы членов группы были очень эклектичны и балансировали от Meshuggah и Unearth до Coldplay и Death Cab for Cutie, но наиболее повлиявшей группой на творчество всех участников были Hopesfall. В 2004-м August Burns Red записали демо-диск, после чего подписали контракт с независимым лейблом CI Records (The Juliana Theory, Once Nothing), где, чуть позже, был выпущен мини-альбом Looks Fragile After All EP. После весьма успешных концертов группу заметил лейбл Solid State Records (Demon Hunter, Underoath, Norma Jean). Подписав контракт с лейблом, парни приступили к записи дебютного альбома в студии Dark Horse вместе с выступившим в качестве саунд-продюсера гитаристом Killswitch Engage Адамом Ди, который известен по работе над альбомами Underoath, Unearth, The Agony Scene, Every Time I Die, Norma Jean и многих других. Готовый альбом Thrill Seeker (Искатели Острых Ощущений) вышел в ноябре 2005-го, а его стиль можно охарактеризовать не иначе, как technical metalcore. Заглавной песней альбома стал сокрушительный боевик Your Little Suburbia Is In Ruins, а August Burns Red быстро обрели статус одной из самых ярких новых христианских металкор команд. С середины 2005-го по конец 2006-го группа постоянно находилась в турах, пересекаясь с Haste The Day, The Chariot, Destroy the Runner, Twelve Gauge Valentine, Inhale Exhale, Demon Hunter, Zao, Spoken и Becoming the Archetype а также приняла участие в фестивале Purple Door Festival вместе с The Showbread, Norma Jean, The Showdown и другими.
Летом 2007-го August Burns Red выпустили второй альбом Messengers (Посланники), записанный на студии Rebel Waltz Studio при участии датского саунд-продюсера Туи Мадсена (Dark Tranquility, The Haunted, Himsa, Extol). Название для альбома было выбрано не случайно, поскольку каждый член группы участвовал в написании песен, и у каждого, соответственно, было свое «послание» массам. Первой песней, пущенной группой в ротацию, стала Truth Of A Liar, а главным хитом альбома выбрали Composure, клип на которую был пущен в ротацию по MTV2. В первую неделю продаж альбом Messengers разошелся тиражом в 9.000 копий, стартовав с 81-й строчки чарта Billboard Top 200. Кроме всего прочего группа попала на обложку Christian Music Magazine и получила хорошие отзывы от ряда музыкальных журналов. Осенью 2007-го August Burns Red отправились в туры, где пересекались с Evergreen Terrace, The Warriors, A Life Once Lost, Oh! Sleeper, Unearth, Darkest Hour и Suicide Silence. К концу 2007 года общий тираж альбома Messengers превысил 50.000 копий. Начало 2008-го ознаменовалось для August Burns Red турами с As I Lay Dying и Still Remains. А в апреле группа впервые вырвалась с концертами в Европу, что для музыкантов стало настоящим событием, поскольку предыдущие попытки посетить этот континент увенчивались неудачей. Летом 2009 года вышел альбом «Constellations». 23 февраля 2010 года Constellations были номинирован на премию Dove в категории «Лучший рок-альбом».

### Phantom Anthem(2016–2018)
26 июля 2017 года August Burns Red анонсировали свой новый альбом Phantom Anthem, который вышел 6 октября. Первый сингл с альбома «Invisible Enemy», премьера которого состоялась на СириусXMПоказ Liquid Metal в тот же день, что и анонс альбома. Альбом дебютировал под номером 19 в чарте Billboard 200. 28 ноября 2017 года было также объявлено, что группа была номинирована на ещё одну премию Грэмми в категории «Лучшее метал-исполнение» за «Invisible Enemy».

### GuardiansandDeath Below(2019–настоящее время)
6 февраля 2020 года August Burns Red выпустили свой первый сингл «Defender» из своего грядущего девятого студийного альбома Guardians , который должен был выйти 3 апреля 2020 года, после чего они должны были отправиться в полноценный северный релиз. Американский тур в поддержку Killswitch Engage. 26 февраля группа выпустила второй сингл с альбома под названием «Bones». 26 марта, за неделю до выхода альбома, группа выпустила свой третий сингл «Paramount».
К 10-летию альбома Leveler группа перезаписала его с приглашенными музыкантами, альтернативными настройками и новыми гитарными соло. Юбилейное издание было выпущено 21 мая 2021 года на собственном лейбле группы ABR Records. 21 апреля, в тот же день, когда было объявлено о 10-летнем юбилейном выпуске, группа выпустила новую версию «Poor Millionaire» с приглашенным вокалом Райана Кирби из Fit for a King.
6 мая они выпустили новую версию «Pangaea», в которой есть гостевое гитарное соло от Миши Мансура из Periphery , в качестве второго сингла из выпуска, посвященного 10-летию.
4 октября 2021 года группа выпустила новую песню под названием «Vengeance». 25 марта 2022 года группа объявила, что рассталась с Fearless Records и подписала контракт с SharpTone Records, а также сообщила, что они работают над своим девятым студийным альбомом с тизером, опубликованным в Интернете.
1 ноября группа анонсировала свой десятый студийный альбом Death Below, который вышел 24 марта 2023 года. В то же время они раскрыли обложку альбома и список треков.
3 ноября группа выпустила первый сингл «Ancestry» с участием Джесси Лича из Killswitch Engage и соответствующее музыкальное видео.
25 января 2023 года группа представила второй сингл «Backfire» вместе с видеоклипом.  22 февраля, за месяц до выхода альбома, группа опубликовала третий сингл «Reckoning» с участием Спенсера Чемберлена из Underoath вместе с сопровождающим музыкальным видео.

## Состав группы

### Текущий состав
- Джейк Лёрс (с 2006) — вокалист
- Брент Рамблер (с 2003) — ритм гитарист
- Джей Би Брубэйкер (с 2003) — соло и ритм гитарист
- Дастин Дэвидсон (с 2006) — бас-гитарист и бэк-вокалист
- Мэтт Грайнер (с 2003) — ударные

### Бывшие участники
- Джон Херши (2003—2004) — вокалист
- Джош МакМэннисс (2005) — вокалист
- Джордан Таскэн (2003—2005) — бас-гитарист

## Дискография
Студийные альбомы
| Year | Title                                    | Label       | Chart peaks | Chart peaks  | Chart peaks | Chart peaks |
| Year | Title                                    | Label       | US          | US Hard Rock | US Rock     | US Christ   |
| ---- | ---------------------------------------- | ----------- | ----------- | ------------ | ----------- | ----------- |
| 2005 | Thrill Seeker                            | Solid State | —           | —            | —           | —           |
| 2007 | Messengers                               | Solid State | 81          | —            | —           | 1           |
| 2009 | Constellations                           | Solid State | 24          | 2            | 8           | 1           |
| 2011 | Leveler                                  | Solid State | 11          | 1            | 2           | 1           |
| 2012 | August Burns Red Presents: Sleddin' Hill | Solid State | 147         | 14           | —           | 8           |
| 2013 | Rescue & Restore                         | Solid State | 9           | 2            | 3           | 2           |
| 2015 | Found in Far Away Places                 | Fearless    | —           | —            | —           | —           |
| 2017 | Phantom Anthem                           | Fearless    | —           | —            | —           | —           |
| 2020 | Guardians                                | Fearless    | —           | —            | —           | —           |